# Église Saint-Leu de Dampleux
L'église Saint-Leu est une église située à Dampleux, en France.

## Localisation
L'église est située sur la commune de Dampleux, dans le département de l'Aisne.

## Historique
Le monument est inscrit au titre des monuments historiques en 1927.